# Johannes Andreas Grib Fibiger
Johannes Andreas Grib Fibiger (Silkeborg, 23. travnja 1867. – Kopenhagen, 30. siječnja 1928.), danski znanstvenik koji je 1926. godine dobio Nobelovu nagradu za fiziologiju ili medicinu.
Fibiger je tvrdio da je otkrio organizam Spiotoptera carcinoma, koji uzrokuje tumor kod miševa i štakora. Kasnije se ustanovilo da dotični organizam nije primarni uzrok tumora. Zbog toga podatka neki stručnjaci smatraju da Fibiger ne zaslužuje Nobelovu nagradu, dok drugi mu pripisuju zasluge za dokazivanje da vanjski uzroci mogu inducirati rak.

## Životopis
Fibiger je postao liječnik 1890.g. Učio od Robert Kocha,  Emil Adolf von Behringa u Berlinu. 1895.g. dobio je doktorat za Sveučilištu u Kopenhagenu, gdje je postao profesor.

## Vanjske poveznice
- Nobelova nagrada - životopis  Arhivirana inačica izvorne stranice od 27. prosinca 2001. (Wayback Machine) (engl.)
- Životopis s WhoNamedIt  Arhivirana inačica izvorne stranice od 4. veljače 2012. (Wayback Machine) (engl.)